# Discografia di Youssoupha
La discografia di Youssoupha, rapper francese di origini congolesi, si compone di sei album in studio, due EP, un Mixtape e oltre trenta singoli, a cui si aggiungono 4 album dal vivo e oltre trenta video musicali.

## Album

### Album in studio
| Anno | Titolo | Classifiche | Classifiche | Certificazioni |
| Anno | Titolo | BEL (VAL)   | FRA         | Certificazioni |
| ---- | --- | ----------- | ----------- | -------------- |
| 2007 | À chaque frère - Pubblicato: 19 marzo 2007 - Etichetta: Bomayé Musik, Hostile Records, EMI - Formati: CD, Musica digitale              | —           | 32          | - FRA: Oro     |
| 2009 | Sur les chemins du retour - Pubblicato: 12 ottobre 2009 - Etichetta: Bomayé Musik, Hostile Records, EMI - Formati: CD, Musica digitale | —           | 21          | - FRA: Oro     |
| 2012 | Noir désir - Pubblicato: 23 gennaio 2012 - Etichetta: Bomayé Musik - Formati: CD, Musica digitale                                      | 7           | 3           | - FRA: Platino |
| 2015 | NGRTD - Pubblicato: 18 maggio 2015 - Etichetta: Bomayé Musik - Formati: CD, Musica digitale                                            | 6           | 4           | - FRA: Oro     |
| 2018 | Polaroïd Experience - Pubblicato: 28 settembre 2018 - Etichetta: Bomayé Musik - Formati: CD, Musica digitale                           | —           | —           | —              |
| 2021 | Neptune Terminus - Pubblicato: 19 marzo 2021 - Etichetta: Bomayé Musik - Formati: CD, Musica digitale                                  | —           | —           | —              |
| 2025 | Amour suprême - Pubblicato: 24 gennaio 2025 - Etichetta: Bomayé Musik - Formati: CD, Musica digitale                                   | —           | —           | —              |

### EP
| Anno | Titolo | Certificazioni |
| ---- | --- | -------------- |
| 2011 | En noir et blanc (En attendant Noir Désir) - Pubblicato: 31 maggio 2011 - Etichetta: Bomayé Musik - Formati: Musica digitale | —              |
| 2012 | On se connaît - Pubblicato: 1 gennaio 2012 - Etichetta: Bomayé Musik - Formati: Musica digitale                              | —              |

### Album dal vivo
| Anno | Titolo                         | Certificazioni |
| ---- | ------------------------------ | -------------- |
| 2009 | Live à la cigale de Paris 2009 | —              |
| 2012 | Live à l'Olympia de Paris 2012 | —              |
| 2012 | Live au Zénith de Paris 2012   | —              |
| 2019 | Salle Pleyel de Paris          | —              |

### Street album
| Anno | Titolo                 | Certificazioni |
| ---- | ---------------------- | -------------- |
| 2005 | Éternel recommencement | —              |

### Mixtape
| Anno | Titolo                        | Certificazioni |
| ---- | ----------------------------- | -------------- |
| 2007 | Mixtape spècial avant l'album | —              |

## Singoli
| Anno | Titolo e dettagli                                    | Certificazioni | Album di provenienza                       |
| ---- | ---------------------------------------------------- | -------------- | ------------------------------------------ |
| 2009 | La vie est speed                                     | —              | —                                          |
| 2010 | Apprentissage                                        | —              | Sur les chemins du retour                  |
| 2010 | La foule                                             | —              | En noir et blanc (En attendant Noir Désir) |
| 2011 | Revoler                                              | —              | En noir et blanc (En attendant Noir Désir) |
| 2011 | Rap franc CFA                                        | —              | En noir et blanc (En attendant Noir Désir) |
| 2011 | Clashes                                              | —              | En noir et blanc (En attendant Noir Désir) |
| 2011 | Haut-parleur                                         | —              | En noir et blanc (En attendant Noir Désir) |
| 2011 | Menace de mort                                       | —              | Noir D****                                 |
| 2011 | Espérance de vie                                     | —              | Noir D****                                 |
| 2011 | Histoires vraies (feat. Corneille)                   | —              | On se connaît e Noir D****                 |
| 2012 | On se connaît (feat. Noèmie)                         | —              | On se connaît e Noir D****                 |
| 2012 | Poids plume - Remix (feat. Shurik'n, Lino, R.E.D.K.) | —              | Noir D****                                 |
| 2013 | Boma Yé - L'album s'appellera Nègritude              | —              | —                                          |
| 2015 | Entourage                                            | —              | NGRTD                                      |
| 2015 | Pharaons et fantômes                                 | —              | —                                          |
| 2015 | Love Musik (feat. Ayọ)                               | —              | NGRTD                                      |
| 2015 | Smile                                                | —              | NGRTD                                      |
| 2015 | Mannschaft                                           | —              | NGRTD                                      |
| 2015 | Chanson française                                    | —              | NGRTD                                      |
| 2015 | Spotify Sessions                                     | —              | —                                          |
| 2018 | Polaroid experience                                  | —              | Polaroïd Experience                        |
| 2019 | La lune                                              | —              | —                                          |
| 2020 | Dans la ville                                        | —              | —                                          |
| 2021 | Astronautr                                           | —              | Neptune Terminus                           |
| 2021 | Solaar pleure                                        | —              | Neptune Terminus                           |
| 2021 | Kash (feat. Dinos, Lefa)                             | —              | Neptune Terminus                           |
| 2021 | Interstellar (feat. Gaël Faye)                       | —              | Neptune Terminus                           |
| 2021 | Collision (feat. Josman)                             | —              | Neptune Terminus                           |
| 2021 | Apres-soirée (feat. Jok'Air)                         | —              | Neptune Terminus                           |
| 2022 | Amapiano Riddim (feat. Heaven Sam)                   | —              | Neptune Terminus (Origines)                |
| 2022 | Amapiano                                             | —              | Neptune Terminus (Origines)                |
| 2022 | Dessalines Flow (feat. Benjamin Epps, Lino)          | —              | Neptune Terminus (Origines)                |
| 2022 | Au clair de la lune (feat. Georgio)                  | —              | Neptune Terminus (Origines)                |
| 2022 | J'prends la confiance (feat. Dip Doundou Guiss)      | —              | —                                          |
| 2022 | Tous vivants (feat. Oumou Sangaré)                   | —              | —                                          |
| 2022 | Sango nini (feat. MPR)                               | —              | —                                          |

### Come artista ospite (parziale)
| Anno | Titolo e dettagli                                                                                 | Certificazioni | Album di provenienza                                       |
| ---- | ------------------------------------------------------------------------------------------------- | -------------- | ---------------------------------------------------------- |
| 2011 | Bana bantu (di Kozi feat. Youssoupha)                                                             | —              | —                                                          |
| 2011 | Niama - Remix Bomaye Musik (di Kozi feat. Sam's, Youssoupha & Ice Crimi)                          | —              | Niama muluba                                               |
| 2011 | Qui aura ma peau? - Part. 2 (di Sultan feat. R.E.D.K., Canardo & Youssoupha)                      | —              | —                                                          |
| 2012 | Puzzle (di Black Kent feat. Youssoupha)                                                           | —              | Vendeur De Rêves                                           |
| 2012 | I Know - Remix Street (di Irma feat. Youssoupha)                                                  | —              | —                                                          |
| 2012 | Google (di Sam's feat. Youssoupha)                                                                | —              | Gestlude                                                   |
| 2012 | Boombadeing (di Mokobé feat. Dry, Orelsan, Youssoupha & Leck)                                     | —              | —                                                          |
| 2012 | Tetris remix (di Sam's feat. Ice Crimi & Youssoupha)                                              | —              | Go Fast Mix tape (Saison 1)                                |
| 2012 | Nouveau Phenomène remix - remix (di Sam's feat. Ice Crimi, Youssoupha & Kozi)                     | —              | Go Fast Mix tape (Saison 1)                                |
| 2012 | R.A.P - Rime anti-personnel (di Sam's feat. Soprano, Youssoupha & R.E.D.K.)                       | —              | Gestlude 2                                                 |
| 2012 | T'es parfait (di Taipan feat. Youssoupha)                                                         | —              | Court-circuit                                              |
| 2013 | Fire (di Ayọ feat. Youssoupha)                                                                    | —              | Ticket To The World                                        |
| 2013 | Le Bilan (di Ayna feat. Youssoupha, Sam's, Taipan & S-Pi)                                         | —              | —                                                          |
| 2013 | Aime la vie (di Taïro feat. Youssoupha)                                                           | —              | Ainsi soit-il                                              |
| 2013 | Blockkk identitaire (di Médine feat. Youssoupha)                                                  | —              | Protest Song                                               |
| 2013 | Coeur de guerrier (di Big Ali feat. Youssoupha, Corneille & Acid)                                 | —              | —                                                          |
| 2013 | Contre Nous (di Kery James feat. Youssoupha & Médine)                                             | —              | Dernier MC                                                 |
| 2013 | Paname Boss (di La Fouine feat. Sniper, Niro, Youssoupha, Canardo, Fababy & Sultan)               | —              | Drôle de parcours                                          |
| 2013 | Il se passe quelque chose (di La Fouine feat. Youssoupha)                                         | —              | Drôle de parcours                                          |
| 2014 | 21 Grammes (di Bomayé feat. Ayna, Youssoupha & S-Pi )                                             | —              | —                                                          |
| 2015 | Spectre (di Sam's feat. Youssoupha & S.Pri Noir)                                                  | —              | —                                                          |
| 2015 | Barillet (di Sam's feat. S-pi & Youssoupha)                                                       | —              | —                                                          |
| 2015 | Rock That Shit (di Fabri Fibra feat. Youssoupha)                                                  | —              | Squallor                                                   |
| 2016 | Qui m'empêche (di Naza feat. Youssoupha)                                                          | —              | Tout pour la street                                        |
| 2016 | On est équipé (Remix) [Bomayé Musik] (di KeBlack e Naza feat. DJ Myst, Hiro, Jaymax & Youssoupha) | —              | —                                                          |
| 2016 | Musique négre (di Kery James feat. Lino & Youssoupha)                                             | —              | Mouhammad Alix                                             |
| 2017 | Grand paris (di Médine feat. Lartiste, Lino, Sofiane, Alivor, Seth Gueko, Ninho & Youssoupha)     | - FRA: Oro     | Prose elite                                                |
| 2017 | Hustler (Coke Studio Africa) (di Yemi Alade feat. Youssoupha)                                     | —              | —                                                          |
| 2017 | Pouquoi chérie (di BMYE feat. Naza, KeBlack, Youssoupha, Hiro, Jaymax & DJ Myst)                  | —              | —                                                          |
| 2017 | La danse du matin (di BMYE feat. Hiro, Naza, Jaymax, Youssoupha, KeBlack & DJ Myst)               | —              | —                                                          |
| 2017 | Touché coulé (di Hiro feat. Youssoupha)                                                           | —              | De la haine à l'amour                                      |
| 2018 | PLMV (di Médine feat. Kery James & Youssoupha)                                                    | —              | Storyteller                                                |
| 2019 | Comme uh homme (di Madame Monsieur feat. Youssoupha)                                              | —              | Tandem                                                     |
| 2019 | Longtemps (di Nina Rossell feat. Youssoupha)                                                      | —              | —                                                          |
| 2019 | Les yeux mouillés (di Kery James feat. Youssoupha)                                                | —              | Tu vois j'rap encore                                       |
| 2020 | Milliards de Roses (di L.E.J feat. Youssoupha)                                                    | —              | Pas Peur                                                   |
| 2021 | Départ (di Céline Banza feat. Youssoupha)                                                         | —              | Praefatio                                                  |
| 2021 | Cuisine - Extrait de la BO de "Or Noir" (di Or Noir feat. Youssoupha)                             | —              | Or Noir (Bande originale officielle de la série "Or Noir") |
| 2021 | W.A.G (di Rouge feat. Sarkodie & Youssoupha)                                                      | —              | —                                                          |
| 2021 | Micro chargé (di Le classico organisé feat. Youssoupha, Black M, Dry, Sat, Kofs & Belek)          | —              | Le classico organisé                                       |
| 2021 | A cause d'elle (di Kemmler feat. Youssoupha)                                                      | —              | Gris Coeur                                                 |
| 2021 | Nivakine (di Mula feat. Youssoupha)                                                               | —              | —                                                          |
| 2022 | Biatch (di Gros Mo feat. Youssoupha)                                                              | —              | GROZO Social Club                                          |
| 2022 | Tant mieux (di DJ Leska feat. Kofs & Youssoupha)                                                  | —              | You Know My Name, Vol. 1                                   |
| 2022 | B.A.T (di Fally Ipupa feat. Youssoupha)                                                           | —              | Tokooos II Gold                                            |
| 2022 | Meurs tout bas (di Seth Gueko feat. Youssoupha)                                                   | —              | Mange tes morts                                            |
| 2022 | Roberto Baggio (di JeanJass feat. Youssoupha)                                                     | —              | Doudoune en été - Temps additionnel                        |
| 2022 | Meurs tout bas - Remix (di Seth Gueko feat. Youssoupha & Furax Barbarossa)                        | —              | —                                                          |
| 2022 | Ring-Ring Ding-A-Ling (di Deluxe feat. Youssoupha)                                                | —              | Moustache Gracias                                          |
| 2023 | Société Suspecte (di Suspect95 feat. Youssoupha)                                                  | —              | Société Suspecte                                           |
| 2023 | Criminel (di Rocca feat. Youssoupha & DJ Duke)                                                    | —              | CIMARRON                                                   |
| 2023 | All eyes on me (di Thabiti feat. Youssoupha)                                                      | —              | —                                                          |
| 2024 | Pyramides (di Matou feat. Youssoupha)                                                             | —              | Elixir vol.2                                               |

## Videografia

### Video musicali
| Anno | Titolo                                                   | Regista                                           |
| ---- | -------------------------------------------------------- | ------------------------------------------------- |
| 2011 | Revolver                                                 | Youssoupha                                        |
| 2011 | Apprentissage Remix                                      | Anthony Teror                                     |
| 2011 | Rap Franc CFA                                            | Youssoupha                                        |
| 2011 | Clashes                                                  | Youssoupha                                        |
| 2011 | Menace de Mort                                           | Youssoupha                                        |
| 2011 | Espérance De Vie                                         | Youssoupha                                        |
| 2012 | Irréversible                                             | Youssoupha                                        |
| 2012 | Histoires Vraies (feat. Corneille & Skalpovich)          | Youssoupha                                        |
| 2012 | Dreamin' (feat. Indila & Skalpovich)                     | Youssoupha                                        |
| 2012 | Gestlude part1                                           | Youssoupha                                        |
| 2012 | Noir D**** 'Amour                                        | Youssoupha                                        |
| 2012 | Les Disques de Mon Père                                  | Youssoupha                                        |
| 2012 | L'Enfer C'est Les Autres - Mère                          | Benjamin Rancoule & Valentin Frentzel             |
| 2012 | L'Enfer C'est Les Autres - Fils                          | Benjamin Rancoule & Valentin Frentzel             |
| 2012 | L'Enfer C'est Les Autres - Père                          | Youssoupha                                        |
| 2013 | On se connaît (feat. Ayna)                               | Youssoupha                                        |
| 2014 | Boma Yé                                                  | Max Ngassa                                        |
| 2014 | Boma Yé (Vocal Remix) (feat. S-Pi, Anya, Taipan & Sam's) | Youssoupha                                        |
| 2015 | Public Enemy                                             | Frank Luckaz                                      |
| 2015 | Pharaons et fantômes                                     | Youssoupha                                        |
| 2015 | Entourage                                                | Youssoupha                                        |
| 2015 | Love Musik (feat. Ayọ)                                   | Youssoupha                                        |
| 2015 | Légende d'Automne                                        | Youssoupha                                        |
| 2015 | Mannschaft                                               | Youssoupha                                        |
| 2015 | Smile (feat. Madame Monsieur)                            | Youssoupha                                        |
| 2015 | Où est l'amour?                                          | Youssoupha                                        |
| 2015 | Pour Faire Un Disque (feat. Daniel Balavoine)            | Youssoupha                                        |
| 2015 | Niquer ma vie                                            | Antony Abdelli & Jose Eon                         |
| 2015 | À cause de moi                                           | Vladimir Boundnikoff                              |
| 2017 | Les apparences nous mentent                              | Youssoupha & Soulchildren                         |
| 2017 | Ma Destinée                                              | Youssoupha, Madizum & Sec undo                    |
| 2017 | L'effet Papillon                                         | Youssoupha, Karim "Le Pak" Deneyer & Soulchildren |
| 2017 | Macadam                                                  | Youssoupha                                        |
| 2018 | Polaroïd Experience                                      | James F. Coton                                    |
| 2018 | Par amour                                                | Alain Guillerme & Lucas Sensi                     |
| 2019 | Niama Na Yo                                              | Kingchrist Films                                  |
| 2019 | Avoir de l'argent                                        | Cédric Richer & Quentin Curtat                    |
| 2019 | La lune                                                  | Youssoupha                                        |
| 2020 | Dans la ville                                            | Youssoupha                                        |
| 2021 | ASTRONAUTE                                               | Black Anouar                                      |
| 2021 | SOLAAR PLEURE                                            | Paul-Henry Thiard                                 |
| 2021 | KASH (feat. Dinos Punchlinovic, Lefa)                    | Léo Joubert & Faneva Rabetsimamanga               |
| 2021 | MON ROI                                                  | Youssoupha & Wiktor Piper                         |
| 2021 | BAGARRER                                                 | Black Anouar                                      |
| 2022 | AMAPIANO                                                 | Youssoupha & Lyris Haye                           |
| 2022 | ZAÏROIS                                                  | Youssoupha & Klimax                               |
| 2022 | MOULA                                                    | Baptiste Guilmard                                 |
| 2022 | J'prends la confiance (feat. Dip Doundou Guiss)          | Black Anouar                                      |
| 2022 | PÉTROLE                                                  | Youssoupha                                        |